# 万歳村 (岡山県)
万歳村（まんざいそん / まんざいむら）は、岡山県阿哲郡にあった村。現在の新見市哲多町老栄・哲多町荻尾・哲多町矢戸にあたる。

## 地理
本郷川の中流域に位置していた。

## 歴史
- 1889年（明治22年）6月1日、町村制の施行により、哲多郡老栄村、荻尾村、矢戸村が合併して村制施行し、万歳村が発足[1][2]。旧村名を継承した老栄、荻尾、矢戸の3大字を編成[2]。
- 1900年（明治33年）4月1日、郡の統合により阿哲郡に所属[1][2]。
- 1918年（大正7年）万歳信用購買利用組合設立[2]。
- 1926年（大正15年）万歳郵便局開設[2]。
- 1942年（昭和17年）万歳森林組合設立[2]。
- 1955年（昭和30年）4月1日、阿哲郡新砥村、本郷村と合併し、町制施行し哲多町を新設して廃止された[1][2]。合併後、哲多町大字老栄・荻尾・矢戸となる[2]。

### 地名の由来
矢戸の2つの泉に宇多天皇が巡行の際に万歳の井・万歳の泉と命名したとの伝説にちなむ。

## 産業
- 農業[2]
- 産物：米、麦、葉煙草、牛、木炭[2]

## 教育
- 1926年（大正15年）万歳青年訓練所を開設[2]。1935年（昭和10年）万歳青年学校となり、1943年（昭和18年）万歳村・本郷村組合立哲南青年学校となり成松に移転[2]。
- 1947年（昭和22年）万歳小学校に万歳中学校が併設され、1951年（昭和26年）本郷村・万歳村組合立哲南中学校となり成松に移転[2]。